# Nậm Lay
Nậm Lay là một phụ lưu bờ phải sông Đà, chảy ở huyện Mường Chà và thị xã Mường Lay tỉnh Điện Biên, Việt Nam .
Nậm Lay dài cỡ 53 km, diện tích lưu vực 461 km², mã sông "02 02 63 25".
Nậm Lay bắt nguồn 21°52′44″B 103°04′29″Đ / 21,878934°B 103,07481°Đ từ vùng núi phía tây của xã Huổi Lèng huyện Mường Chà, nơi có đèo Ma Thì Hồ trên quốc lộ 12.
Sông đổ vào Sông Đà ở thị xã Mường Lay. Vùng cửa sông 22°04′23″B 103°09′57″Đ / 22,073179°B 103,165795°Đ, vốn trong thung lũng của thị xã Lai Châu cũ, nay là lòng hồ của Thủy điện Sơn La, và đang được dự tính xây dựng thành cảng sông.